# Invincible
Invincible és una pel·lícula estatunidenca del 2006 dirigida per Ericson Core.

## Argument
En Vince Papale (Mark Wahlberg) és un home que treballa en un bar i com a professor a temps parcial, és un afeccionat de l'equip dels Philadelphia Eagles i que jugava al futbol des que era un nen, ja que la seva mare era una gran atleta i va fer que ell s'hi afeccionés. Un dia va decidir apuntar-se a una prova oberta de l'equip per trobar nous talents i va aconseguir ser-hi admès, fent realitat el somni de la seva vida.

## Repartiment
- Mark Wahlberg: Vince Papale
- Greg Kinnear: Dick Vermeil
- Elizabeth Banks: Janet Cantrell
- Kevin Conway: Frank Papale
- Michael Rispoli: Max Cantrell
- Kirk Acevedo: Tommy
- Dov Davidoff: Johnny
- Michael Kelly: Pete
- Sal Darigo: Mick
- Nicoye Banks: TJ Banks
- Turron Kofi Alleyne: Ronnie Sampson
- Cosmo DeMatteo: Dean German
- Michael Mulheren: AC Craney
- Michael Nouri: Leonard Tose
- Anthony Masucci: Josh Barnes
- Mike Kerley: Tom Landry

## Rebuda
- "La història, dirigida de forma prou elegant (...) es fa més que suportable fins que, inevitablement, en la mitja hora final, comença l'ascens als altars del cambrer convertit en estrella."[2]
- "Té una gegantina pila de clixés sentimentals, però no es pot negar que la pel·lícula et conquereix de tota manera. (...)[3]
- "Invincible no ofereix cap sorpresa. Però és una pel·lícula ben feta, un conte excitant que, igual com el seu heroi, té cor (...)[4]
- "La pel·lícula és descaradament manipuladora."[5]